# Afganskij izlom
Afganskij izlom (russisk: Афганский излом) er en sovjetisk-italiensk spillefilm fra 1990 af Vladimir Bortko.

## Medvirkende
- Mikele Platjido som Mikhail Bandura
- Tatjana Dogileva som Katja
- Mikhail Zjigalov som Leonid
- Aleksej Serebrjakov som Arsjonov
- Filipp Jankovskij som Nikita Steklov